# Mladiinfo
Mladiinfo ČR z.s. je internetový portál, který shromažďuje informace pro mladé lidi na různá témata jako je dobrovolnictví, studium v zahraničí nebo stáže.
Činnost Mladiinfo byla zahájena v České republice v roce 2012, kdy Mladiinfo vzniklo jako pobočka mezinárodní sítě Mladiinfo International. V Makedonii funguje již od roku 2008. Infoportál obsahuje aktuální nabídky akcí pro studenty, materiály ke stažení nebo užitečné odkazy na relevantní stránky, na kterých lze najít informace podle sekcí.

## Vyhledávání informací
Tento portál funguje v několika jazykových mutacích. Tuzemská mutace je dostupná pouze v českém jazyce. Stránka je rozdělena do několika sekcí: aktuální nabídky, zkušenosti účastníků, seberozvoj, fórum nebo poradenství.

## Erasmus+
Organizace je zapojena do Erasmus+, což je program v oblasti vzdělávání a odborné přípravy mladých lidí se zaměřením na programy mobility a spolupráci ve vysokoškolském vzdělání. V rámci tohoto programu vysílá Mladiinfo dobrovolníky na Evropskou dobrovolnou službu (European Voluntary Service)